# Yellow Generation
Yellow Generation – japoński zespół wykonujący muzykę pop.
Trio w składzie z Yuki, Yuko i Hitomi zadebiutowało w 2002 roku singlem Lost Generation. Wykonuje końcowy utwór w anime Fullmetal Alchemist (Tobira no Mukou e). Grupa zakończyła działalność 15 listopada 2006.

## Dyskografia
Albumy
- Carpe Diem,11 grudnia  2002
- Life-sized portrait, 10 sierpnia 2005

Single
- Lost Generation, 5 czerwca 2002
- 北風と太陽 (Kitakaze to Taiyou), 21 sierpnia 2002
- Carpe diem~今,この瞬間を生きる~, 20 listopada 2002
- うたかた (Utakata), 14 maja 2003
- 夜空に咲く花~eternal place~ (Yozora ni Saku Hana ~eternal place~), 18 września 2003
- 扉の向こうへ (Tobira no Mukou e), 28 stycznia 2004
- Yellow, 6 kwietnia 2005
- トリトマ (Tritoma), 13 lipca 2005
- Dual, 7 grudnia 2005